# Pteraclis aesticola
 Pteraclis aesticola és una espècie de peix de la família dels bràmids i de l'ordre dels perciformes.
És un peix pelàgic d'un color de color verd blavós a negre sorprenent amb unes enormes aletes dorsals i anals de color blau brillant. Les grans aletes dorsal i anal es retreuen en solcs formats per beines escamoses al llarg de les bases de les aletes. Poden assolir fins 61 cm de longitud total.
Es troba al Japó Austràlia i, rarament, a Califòrnia.